# Махмуд IV (манса)
Махмуд IV (д/н — бл. 1610) — останній манса імперії Малі у 1590—1610 роках. Відомий також як Мамаду III.

## Життєпис
Походив з династії Кейта. Про батьків відсутні достеменні відомості. Напевне після смерті манси Махмуда III держава Малі опинилася під зверхністю імперії Сонгаї. Ймовірно, володарі останньої призначали номінальних правителів Малі з кола роду Кейта, або в самій державі Малі точилася постійна боротьба за владу. Втім перша гіпотеза є більш правдоподібною, оскільки перша письмова звістка про нового мансу збігається з часом ослаблення Сонгаї, внаслідок вторгнення марокканських військ.
1590 року Махмуд IV посів трон Малі. Внаслідок поразок давнього ворога Сонгаї він сподівався відродити колишню міць своєї імперії. 1599 року за підтримки фульбе Махмуд IV атакував війська марокканців біля Дженне. Коли майже перемога була вже на боці манси (незважаючи на відсутність вогнепальної зброї, яку мали марокканці), йому в тил вдарили загони з Дженне. В результаті Махмуд IV зазнав нищівної поразки й відступив до Кангаби.
В подальшому зосередився на стосунках із сусідніми державами. Помер близько 1610 року. Його сини розділили володіння на 3 частини: зі столицями в Ніані, Кангабі, Курусі, почавши війни між собою.